# Endiandra fulva
Endiandra fulva är en lagerväxtart som beskrevs av Teschn.. Endiandra fulva ingår i släktet Endiandra och familjen lagerväxter. Inga underarter finns listade i Catalogue of Life.